# 東京おもちゃショー
東京おもちゃショー（とうきょうおもちゃショー、英: International Tokyo Toy Show）とは、日本玩具協会が主催する玩具の展示会。毎年夏頃に東京ビッグサイトで開催される。併せて日本おもちゃ大賞の発表も行う。

## 沿革
- 1962年 - 「第1回日本玩具国際見本市」として最初の開催が行われる（当時の主催は、社団法人日本玩具国際見本市協会）。
- 1977年 - 「東京国際玩具見本市」と改称。
- 1982年 - 「東京おもちゃショー」と改称。
- 1990年 - 会場をそれまでの東京国際見本市会場から千葉市の幕張メッセに移転。
- 1997年 - 会場を東京ビッグサイトに移転。
- 2000年 - 日本玩具国際見本市協会が日本玩具協会に統合され、主催が日本玩具協会に変更。
- 2003年 - 少子化の影響と玩具市場の縮小により一般公開を中止、業界関係者のみ入場できる展示会となる。翌年の2004年と2005年も同様に開催される。2003年のみ一般向けイベント「おもちゃみらい博」をパシフィコ横浜にて有料で開催。
- 2006年 - 一般公開を再開。
- 2020年・2021年 - 中止
- 2022年 - 2日間のみに縮小して業界関係者のみ入場できる展示会として再開。
- 2023年 - 一般公開を再開して有料化。コロコロコミックのイベント「コロコロ魂フェスティバル」（主催：小学館）と同時開催。
- 2024年 - 時期を8月下旬に変更。この年もコロコロ魂フェスと同時開催。